# Юльянув (Ловицький повіт)
Юльянув (пол. Julianów) — село в Польщі, у гміні Неборув Ловицького повіту Лодзинського воєводства.
Населення — 76 осіб (2011).
У 1975-1998 роках село належало до Скерневицького воєводства.

## Демографія
Демографічна структура станом на 31 березня 2011 року:
|          | Загалом | Допрацездатний вік | Працездатний вік | Постпрацездатний вік |
| -------- | ------- | ------------------ | ---------------- | -------------------- |
| Чоловіки | 36      | 4                  | 26               | 6                    |
| Жінки    | 40      | 6                  | 25               | 9                    |
| Разом    | 76      | 10                 | 51               | 15                   |